# I wish it could be Christmas everyday
『I wish it could be Christmas everyday』（毎日がクリスマスだったら）は、1983年7月21日に発売された鈴木さえ子のファースト・アルバムである。

## 概要
シネマのドラマーだった鈴木さえ子のソロ・アルバム。
もともとは鈴木慶一と"サイコ・パーチズ"（PSYCHO PERCHES）名義でアルバムを制作する考えだったが、所属レコード会社との契約の関係で2人の連名ではなく、鈴木さえ子のソロということになった。

## 収録曲
※ 全編曲 : サイコ・パーチズ
1. 夜のウィウィ
作詞 : 佐伯健三 作曲 : 鈴木さえ子・鈴木慶一
2. I wish it could be Christmas everyday
作詞・作曲 : 鈴木さえ子
3. 蒸気のたつ町
作詞 : 鈴木博文 作曲 : 鈴木さえ子
4. ガールスカウト
作詞 : 鈴木慶一 作曲 : 鈴木さえ子・鈴木慶一
5. 夏の豆博士
作曲 : 鈴木さえ子
6. バオバブ人
作曲 : 鈴木さえ子
7. ジュラルミンの飛行船
作詞 : 鈴木博文 作曲 : 鈴木さえ子
8. アメリカのELECTRICITY CO.
作詞 : 鈴木慶一 作曲 : 鈴木さえ子・鈴木慶一
9. フィラデルフィア
作曲 : 鈴木さえ子・鈴木慶一
10. 朝のマリンバ
作詞 : 鈴木慶一・作曲 : 鈴木さえ子